# 貢恰
48°52′31″N 29°27′20″E / 48.87528°N 29.45556°E
貢恰（烏克蘭語：Гунча），是烏克蘭的村落，位於該國西南部文尼察州，由海辛區負責管轄，處於韋爾比奇河畔，始建於1574年，面積1.5平方公里，海拔高度187米，2001年人口540。